# Stazione di Fontana Liri Inferiore
Stazione di Fontana Liri Inferiore vasútállomás Olaszországban, Fontana Liri településen.

## Vasútvonalak
Az állomást az alábbi vasútvonalak érintik:
- Avezzano–Roccasecca-vasútvonal

## Kapcsolódó állomások
A vasútállomáshoz az alábbi állomások vannak a legközelebb:
- Stazione di Fontana Liri
- Stazione di Arce